# ماري لاينز(لاعبة ألعاب قوى)
ماري لاينز (المعروفة لاحقًا باسم سميث، والمولودة في3 ديسمبر 1893، والمُتوفاة في ديسمبر 1978) هي لاعبة ألعاب قوى بريطانية شاركت في منافسات الوثب الطويل وسباق 60 م - 800 م في أولمبياد السيدات عام 1921، وأولمبياد السيدات 1922 والألعاب العالمية للسيدات عام 1922، وفازت بتسع ميداليات ذهبية وفضيتين وواحدة برونزية. شاركت ماري في عام 1924 في أولمبياد السيدات عام 1924 وحصلت على الميدالية الذهبية في سباق 100 ياردة والوثب الطويل. في عام 1922، وشاركت في أولمبياد السيدات في باريس وفازت بالميدالية الذهبية في سباق التتابع 4 × 110 ياردة (كانت ماري لاينز العداءة الأولى، ثم نورا كاليبوت، وديزي ليتش وجويندولين بورتر) مسجلةً رقمًا قياسيًا عالميًا جديدًا. وشاركت في عام 1923 شاركت في أول بطولة بريطانيةلسباقات المضمار والميدان لتصبح بطلة بريطانية في الجري لمسافة 100 ياردة و440 ياردة والحواجز وكذلك في الوثب الطويل.
درست لاينز في جامعة وستمنستر وعملت كنادلة. تقاعدت من المسابقات عام 1924، وتزوجت من السيد سميث الذي توفي عام 1946. وانتقلت في عام 1971 من لندن إلى ورثينج مع شقيقتيها غير المتزوجات. تُوفيت ماري عام 1978 في حادث مروري عن عمر يناهز 85 عامًا، حيث كانت تركض مسرعة لإرسال بريد عيد الميلاد الخاص بها وركضت أمام شاحنة.